# Stockholms domkyrkokör
Stockholms domkyrkokör (ursprungligen Sankta Clara kyrkokör, därefter Sankta Clara motettkör) är Stockholms äldsta kyrkokör[källa behövs], och bildades 1880 av J. Ludvig Ohlsson. Kören är blandad och har ett 25-tal medlemmar. Repertoaren spänner över alla åldrar och stilar, men en viss tonvikt finns vid dirigenten Michael Waldenbys egna verk. Kören reser gärna, och deltog senast hösten 2009 på en rysk-ortodox körfestival i Tallinn.

## I samarbete med andra
Kören samarbetar ofta med andra musiker,körer och orkestrar, däribland:
- Respons Sinfonietta
- Torbjörn Nilsson
- Maria Höglind